# 青の時代 (小説)

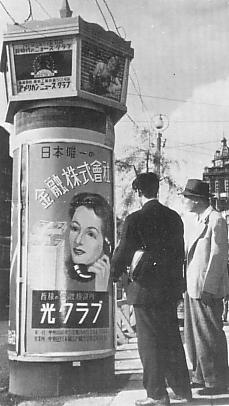
光クラブの広告

『青の時代』（あおのじだい）は、三島由紀夫の5作目の長編小説。光クラブ事件を題材とした作品である。地方の名家に生れ厳格な父親に反感を抱きながら、合理主義に偏執して成長した秀才青年が、大金詐欺被害に遭ったことをきっかけに、自ら高金利の闇金融会社を設立する物語。順調に行くかと見えたカラクリが崩壊し、挫折していく孤独な青春の虚無の破滅譚が、シニカルかつレトリカルで切れ味のいいアフォリズムに溢れた文体で描かれている。
1950年（昭和25年）、文芸雑誌『新潮』7月号から12月号に連載された。単行本は同年12月25日に新潮社より刊行された。文庫版は1971年（昭和46年）7月23日に新潮文庫で刊行された。翻訳版はスペイン（西訳：Los años verdes）、中国（中題：藍色時代）で行われている。

## 題材・モデル
『青の時代』の題材は、執筆前年の1949年（昭和24年）11月25日に起った「光クラブ事件」から取られており、主人公・川崎誠のモデルは、闇金融「光クラブ」の社長・山崎晃嗣である。戦後の世相を騒がせた「光クラブ事件」は、高金利金融会社「光クラブ」を経営していた東大法学部3年の山崎晃嗣が、物価統制令、銀行法違反に問われ、多額の債務を残したまま、27歳で青酸カリを飲んで自殺したというものである。
「アプレ青年」と呼ばれた山崎が起こしたこの事件は、戦後の価値の混乱を象徴するものであった。辞世の句を含む遺書の中には、「貸借法すべて清算借り自殺」（賃借法すべて青酸カリ自殺）という、人を食ったような言葉を残していたが、『青の時代』では主人公が自殺するまでは描かれずに、暗示に留めたまま終わらせている。

## 執筆背景
三島は「光クラブ事件」の前年のエッセイ『重症者の兇器』の中で、〈私の同年代から強盗諸君の大多数が出てゐることを私は誇りとする〉と皮肉を込めて記していたことから、出版社側から、三島と同年代の山崎晃嗣をモデルにして小説にする案が持ちかけられ、山崎の著書『私は天才であり超人である―光クラブ社長山崎晃嗣の手記』と『私は偽悪者』の2冊などが資料として用意された。しかし、山崎の死から初回掲載まで、わずか半年間しかないという締め切り日に追われた三島は、『愛の渇き』と『純白の夜』との執筆時期とも重なり、発表までにじっくり作品を膨らます充分な余裕もなく、準備した創作ノートのかなりの部分も使われなかった。
三島は、〈資料の発酵を待たずに、集めるそばから小説に使つた軽率さは、今更誰のせゐにもできないが、残念なことである〉とし、〈文体も亦粗雑であり、時には俗悪に堕してゐる。構成は乱雑で尻すぼまりである〉と自己反省している。しかしその一方で、〈それにもかかはらず、この失敗作に、今なほ作者は不可思議な愛着の念を禁ずることができない〉とも述べている。
また、三島は知人の編集者への手紙に、山崎晃嗣の顔が軽薄で生理的にいやだと書いており、『青の時代』を執筆中に、すでに次回作の『禁色』へのメモが、『青の時代』用の「創作ノート」に記され、そちらへの構想の方へ三島の頭が占められていたことや、嫌いな人間のことを書くよりも、好ましく思う人物や理想の人物を書く方におのずから集中していたことが窺われている。
保阪正康は山崎晃嗣を取材した著書 で、終戦後に東大へ復学した山崎と三島が同学年で同じ授業を受けていたこともあったのを突き止め、2人は友人だったのではないかとの印象を持ったと書いている。『青の時代』で描かれた山崎の実家の描写について、山崎の幼馴染の「読んだ瞬間に、ああ、三島君は、山崎君の家に遊びに来たことがあるのか、とすぐにわかりました。なにしろあの小説の中で語られている山崎家の家の内部は、僕らが子供のころに遊んだときの情景そのままだったからね」という証言を引き出しているほか、山崎の死後にあわただしく執筆したのも山崎との交流があったためで、亡き友を弔う感情があったからではと推測している。

## 主題
三島には事件に仮託し、〈自分の手で自分の青春を定着しよう〉という試みがあった。また、山崎晃嗣をモデルにした主人公の性質については、彼の〈疑ふ範囲〉が限定されているため、〈彼の行動は青写真の範囲を決して出ないし、青写真を破ることもできず、さうかと言つて、青写真の作製をやめることもできない〉とし、以下のように説明している。
三島は執筆から9年後にも『青の時代』の主題が十分に描ききれずに、失敗作だったことを回顧し、〈気質からできるだけ離脱して、今までの持ち前の技術からも離脱して、抽象的なデッサンを描かうとして失敗した〉と述べている。『青の時代』は、実際の社会的事件をヒントに描かれてはいるが、三島は主人公を戦後のアプレゲールといった限定された世相や風俗や時代とはやや切り離し、独立したひとつの性格悲劇として、人物造型しようとしていたと西尾幹二は解説している。
なお、三島は、主人公の性格と、相反する性格の人物・易を対比的に構成する点については、以下のようにノートに記している。

## あらすじ
川崎誠は1923年（大正12年）、千葉県のK市（木更津市）に医者の三男として生まれた。父・毅は地元の名士として地域の人間に尊敬されていた。誠がまだ幼いある夏の日、父は三人の息子たちを引き連れ鳥居崎海岸まで歩いていた。誠は以前から欲しくてたまらなかった文具店の店先に吊り下がっている大きな鉛筆の模型の前で立ち止まる。それは緑色の光沢の六面に、まばゆい金文字を光らせながら廻る大きな鉛筆だった。その前を通る度にねだる誠に母・たつ子は、「あれはだめ、あれは売物じゃありません」と言い聞かせていた。立ち止まっている誠に気づいた父は意外にも叱らず、店主に頼み、その鉛筆の模型を買ってやった。幼い誠は鉛筆を持って喜んで家に帰りたかったが、父たちはどんどん海岸へ歩き、誠もついて行かなければならなかった。大きな鉛筆はだんだんと苦しく重くなり、誠はやっとの思いで海岸に着いた。すると父は小舟を傭って息子らを乗せると、誠に教訓をたれ、その鉛筆を海に捨てるように命じた。誠は必死で抵抗したが、父の手下の兄たちによって鉛筆は捨てられた。海に流されてゆく張子の鉛筆を見つめ、誠の小さな体は悲しみでいっぱいになった。
成長した誠は、心の中で厳格で偽善的な父・毅を憎み、父が羨んでいる東大教授になって鼻を明かしてやろうと思った。しかし、愛している息子が東大教授になることは父も望んでいることだった。誠は世間の様々なことに懐疑的だったが、真理や大学の権威は疑っていなかった。誠は飛び級で一高に合格した。父は上機嫌となった。理屈的で合理主義の誠とは対照的に、再従兄の易は勉強は不得意だが、飛行機や軍人に憧れる屈託のない少年だった。誠は易を馬鹿にしながらも、何故か彼の話に大人しく耳を傾け、親しみを持っていた。易は兵学校を落ち、海軍の下士官となり、誠は陸軍主計少尉で終戦を迎えた。戦争での体験から、誠は世間に対して一層懐疑的、偽悪的になり、易はその後、共産党に入党し、川崎毅家へ出入り禁止となった。
東大生の誠は、一高時代からの友人・愛宕と昼休みに屋上にいるときに、図書貸出係の野上耀子と知り合った。耀子は、「男は愛さない。お金しか愛していない」と宣言する東京のお嬢さんだった。耀子は大学教授の娘であったので、知的優越を信仰している誠は耀子に興味を持った。誠は耀子が精神的に自分を愛しはじめたら、その時に捨ててやろうと考え、3年間の図書館通いをした。耀子から、「あなたに50万円の自由になるお金ができたら結婚してあげる」と言われた誠は、父から財産管理の手習いのために託されていた15万円の預金を元手に株を始めたが2万円を損した。そして「荻窪財務協会」と称する偽の会社で、事業投資の金融詐欺に遭い、まんまと10万円を騙し取られてしまった。誠は、投資先だという輸出玩具会社の担保物件の製品として案内されたガレージで、巨大な緑色の鉛筆の中に文房具一式が詰まっている玩具を見た時、金を持って来ることを即決してしまったのだった。
詐欺に遭った悔しさから、誠は愛宕に誘われ、中野区本町通りに「太陽カンパニイ」を設立し、金融業をはじめた。派手な新聞広告やサクラを使い、投資家から高金利を約束して金を集め、これを個人や企業に貸し付けた。耀子も事務員となった。ある日、誠は電車の中で、自分を騙した「荻窪財務協会」にいた詐欺師の手下と出くわし、その路上生活をしている酔っぱらい男も「太陽カンパニイ」で使った。規模は拡大し株式会社となり、事務所も銀座に移り、耀子は誠の秘書となった。しかし処女の耀子は誠にまだ靡かなかった。
誠の母・たつ子が易を伴って上京し、「太陽カンパニイ」にやって来た。高利貸しになった息子を見て、母は泣いた。誠は母と易をダットサンに乗せ、トラックを引き連れて浪費家の元華族の家への取立てに行った。乱暴な取立て方法だったが、誠が腐敗した階級をやっつける社会正義の熱情でやっていると勘違いした易は、誠への友情のつもりで急に取立てに協力しだした。しかし事務所に戻ると、誠は熱血の易を嘲笑するかのように、封筒に金を入れて、易に渡した。金欲しさでやったかのように侮蔑された易は憤然とし、「君にはもう人間らしいところが一かけらもない」と言って出ていった。
誠は事務所にいる耀子に沢山の書類を渡し残業を命じ、自分は築地にある自宅のアパートへ帰った。そして事務所に電話をかけ、耀子に数枚の書類を持って来させた。誠は耀子が精神的に自分を愛するまでは手を出さないつもりであったが、その晩、彼女を無理やり襲った。タクシーで耀子を帰す時、誠は彼女に重要な書類と称して封筒を渡した。翌日出勤した耀子は、午前中で早引きしたきり事務所に来なくなった。耀子は税務署の男と恋仲となり、「太陽カンパニイ」の収入を密告していたのだった。耀子は処女でもなく、男の子供を身ごもり妊娠3か月だった。彼女に渡した封筒には、誠が探偵に調べさせた報告書が入っていた。
誠は以前から、亜砒酸を常に携帯していた。愛宕はそれを知っていたが、金詰りの先が見えた「太陽カンパニイ」に見切りをつけて出て行くと言った。愛宕は取引先の縁故で安全確実な会社から引抜かれたのだった。誠は今更ながら愛宕を憎んでいたことに気がついた。早春の午前の街を誠は歩いた。とある建物の二階にある喫茶店に入り奥の席につくと、反対側の光のあたる窓側の席に少女と話す易がいた。2人の身なりは粗末だったが、頬は光沢を帯び、ほつれ毛は金色に輝き白い歯を見せ笑い合っていた。どこにどうして居ようと易は易であった。誠はそんな彼を見て、羨ましくもあった。何かを手帳に書こうと思った易が、少女から鉛筆を手渡された。易がいそがしく何かを書いているその緑色の鉛筆と、日光にひらめく金文字に、誠は見おぼえがあるような気がした。幼時のかすかな記憶の中の、「誠や、あれは売り物ではありません」という声が、瞬時に誠の耳の奥底に響き消えて行った。

## 登場人物
川崎誠
1923年（大正12年）、千葉県K市（木更津市）生れ。肉の薄い鼻の高さが冷たい印象。やや薄い眉と少し突き出た顴骨、見ようによっては軽佻な反りを示した唇と、意志的な顎。澄明な瞳と神経質な筋張った肉体。男らしい果断とか明朗さに欠ける性格。
川崎毅
誠の父。内科医で医院を開いている。柔道三段。子供の教育に厳格。地元の名士として地域の人間に尊敬され、人格者で通っている。父親（誠の祖父）は佐貫藩の藩医の出。
誠の兄たち
誠の兄2人。父に忠実な兄弟。上の兄は冷酷。京大に進む。下の兄は誠の3歳上で、誠と比較的仲がよい。
川崎たつ子
誠の母。弱虫で無定見。夫に全く逆らえず、夫と誠の諍いにも機転のきく仲裁ができない。実父は千葉医大の教授。
易
誠の再従兄。幼年学校の入学試験を落ちて、誠と同級となる。学業は不得意だが、快活で自然な素朴あり、正直で善良な青年。色が黒く岩乗。
兵隊婆あ
50代の色きちがい女。軍用トラックにはねられて死ぬ。その死んでゆく様に、誠はじっと観察する。
作文の先生の奥さん
誠の中学校の教師の妻。心臓脚気の持病があり、毅の患者。誠が父の悪口を書いた作文を、先生が父に見せないように誠から頼まれる。大学生の男と密会している。
床屋の親父
川崎一家のいきつけの床屋。誠に期待している毅の親心を誠に教える。
川崎医院で働いていた看護婦
笑うと目の中に漣が立つようなきれいな目。誠の初恋。結婚し辞めていった。
一高の寮委員長
22、3歳。目の鋭い、痩せぎすの和製ダントンといった感じの青年。
一高の風紀点検係委員
委員長の演説中に、笑った誠を怒鳴る。
勝見
一高の先輩。寮の同室者。尊大ぶらない人柄。
愛宕八郎
小鼻のふくらんだ赤ら顔。耳が動く。一高の同級で寮も同室なことから、誠の友人となる。飛び級で入学した誠はより年上。東京出身。洒落や地口の才能がある。抜け目のない極楽蜻蛉。母1人子1人の家族。金融業をしている叔父がいる。
バア・モノドのマダム
大年増。誠、愛宕、勝見の小難しい観念論争を、微笑んで傍聴する。
朱美
モンドのウェイトレス（ホステス）。丸顔で瞼に幼いふくらみがある。どこかむずがってる子供のような趣の唇で、涼しく汚れのない瞳。涼しげな歯並。しつこく本名を聞かれ、誠を嫌うようになる。
与太者風の青年
朱美の男。誠と喧嘩しそうになる。
野上耀子
細面の顔。明るい乾燥した響きのある声。軽快に動く実意のない瞳。ほっそりした背中。父親は九州帝大の政治学教授だった人物で、右翼政治家と交渉が多く、粗放な金使いのために家の生活は楽な方ではない。住いは世田谷区豪徳寺にある。戦争中から徴用のがれで東大の図書貸出係をしていた。
モンペ姿の女
耀子の友人。醜い寡黙な娘。
大貫泰三
詐欺金融「荻窪財務協会」理事長役。元教授というふれこみ。悲しそうな慇懃な調子の憂鬱そうな小男。痔を病んでいる悪党。
猫山辰熊
大貫の手下。中年男。洗い立てのまな板のようにつやつやしている真四角な顔。小さな口が裂けんばかりの演説口調で物を言うさまが、何か押えきれぬ誠実という印象を人に与える。のちに「太陽カンパニイ」の顧問兼営業部長に採用されると、大貫泰三のような口調に変わる。
田山逸子
誠の下宿の35歳の未亡人。3人の子供の母。小肥りした鳩のような女。30歳の独身の妹と、ミシンで百貨店に仕入れるエプロンを作る内職をし、卸商との交渉手腕があった。ひたむきと生真面目を売りにし、理に積んだ持味のせいで男運が貧しい。誠と肉体関係を持ち、「太陽カンパニイ」の会計係となる。
大学の演劇研究会の人員
「太陽カンパニイ」の客のふりをするサクラ。老けた男2人と、美人の女1人（野上耀子）。のちにみな事務員となり、耀子は社長秘書になる。
藤代機械株式会社の会計課長
「太陽カンパニイ」の客。口髭を生やし、血色のよい頬。会社の会計の窮状を訴え、金を借りる。社長・藤代十一は日経連に勢力を持つ。
角谷元伯爵
中年男。藤倉男爵家から角谷伯爵家の養子になった男。財産を非常な早さで浪費し、六人いた妾が1人だけになる。立派で無内容な顔。禿げていて、目は柔和で小さく落ち着きはらっている。栗田というモグリの弁護士を持つ。栗田は伯爵が関係している外国煙草の密売買の一味。借金の取り立てで、誠に雇われた柄の悪い若者たち六人に家財を持っていかれる。
角谷の妾。
莫連女。角谷に建ててもらった飯倉片町の邸に住んでいる。
義足の男
夜の銀座の街で誠とすれ違った男。社を出るときにもすれ違った。蒼黒い顔をしてコールマン髭を生やしている。
少女
易と喫茶店で談笑していた少女。粗末な外套だが、光沢のある頬と、白い歯が光る明るい笑顔。

## 作品評価・研究
『青の時代』は、三島の他の大作や問題作と比べると注目度は低く、小ぶりなものとなっているために相対的に評価はあまり高くなく、三島自身も失敗作だと認めている作品である。肯定的な論としては、「貴重な同時代の証言であり記念碑なのである」という日野啓三の評価や、「充実した〈生〉を喪失した戦後青年の自意識が自己の贋物性を自覚する過程」を書く作品意図を看取しつつ、「戦後の一時期の知的青春の姿」を鮮明に描いていると述べる磯田光一の評があるが、総じて、作品の完成度からの観点の評価は辛いものが主で、少年期から戦後の間を結ぶ6年間の空白と、それによる前半と後半の分裂を指摘する声が多い。
当時の文壇の評価も低めで、中村光夫は、前半の生い立ちの描き方はいいが、後半になると、「剥製みたい」と評し、臼井吉見も「同情よりも、ひどくひやかし半分にやっつけてしまってるという感じがする」と述べている。本多秋五は、「中途半端な作品」としている。
西尾幹二も、前半における「心理小説の典型」を思わせる生い立ちの分析が「性格悲劇」の序章として「ヴィヴィッド」で「新鮮」に描かれているにもかかわらずに、その明晰さが後半において徹底されておらず、「戦後青年の虚無感」という一般的な主題が混じり込んでしまっているとし、本来の主題であった「贋物の英雄譚」という「抽象的情熱」が埋没してしまい、「完璧な観念小説になり得ていない」と解説している。しかし、この作品の中に、「ふんだんに投げこまれているアフォリズムの切れ味」の良さが魅力的であると西尾は評し、三島が余裕を持って「縦横にシニシズムをたのしんでいる作品」だと評している。松本徹も、作品の出来不出来を越えて、その「野心的な若々しさ」が魅力的だとしている。
守谷亜紀子は、『青の時代』の当時の評価に否定的なものが多いのは、同じ「光クラブ事件」を題材とした北原武夫の『悪の華』や、田村泰次郎の『東京の門』などが、戦争の傷痕を負い、破滅的な人生に向う主人公の悲劇を「痛ましく」同情的に描いているのに比し、『青の時代』の主人公は、「滑稽で喜劇的」に描かれている箇所が見受けられるためだとし、北原武夫や田村泰次郎がもっぱら、「時代の悲劇性」に重点を置いているのに対し、三島は、時代性によらない人間の「本質的な〈生〉の問題性」を主題にしていると解説している。そして守谷は、三島が、悲劇性を帯びた自明のストーリーから「〈悲劇〉としての印象」をあえて取り去り、反対の意味を表現したり、逆に、資料にある卑俗性の挿話を真摯にアレンジしたりして、その底の真意や相対性を示そうとしている「アイロニー性」の構造を論考しながら、『青の時代』は、「人間性そのものまでも虚偽とする世界観が、悲劇と喜劇の混合の内に」描かれていると解説している。
柴田勝二は、『青の時代』でモデルが消化しきれていないという評価が多いのは、「山崎晃嗣という素材」に対して三島が、「取り込みつつ否定する二面的な距離の取り方をしている」からだとし、三島が山崎という「時代を生きつつ時代に生かされてしまった人間」を作中で造型する際、「この時代との密着を超克する方向性」をあえて付与しているため、「素材の生かし方が〈中途半端〉」だとする本多秋五の印象は、三島が「意図して仕組んだ属性」そのものであり、あえて「山崎に逆行する側面」を、三島が主人公・誠に「色濃く」付与していると解説している。
そして実際の山崎が「哲学的な知の権化」ではなく、「世俗的な欲望を多量に抱えた」青年であり、軍隊では物資の横流しをし、戦後の混乱で珍しくもなかった闇金融の「物欲の担い手」であったその反面で、「数量刑法学」の学究に意欲を持つという「清濁両面」の人間であったが、『青の時代』の誠には、そういった「多方面にわたる欲望を感受する体制」はなく、「物質的な欲望」が捨象されている人物造型となっている違いを柴田は指摘し、誠は山崎と異なり、「自己に複数の欲求を相互に相殺することによって、それらのいずれにも没入しまいとする人間であり、その主観の操作によって〈人々は生活を夢見てゐた〉と規定される〈1940年代の後半〉という時代と対峙しようとしている」と考察している
また、前半で誠が、自発的な欲望で物事を決定しない性格に造型されている一方、「数量刑法学」の主張では、〈主観的幸福〉にこだわりを見せているといった、「観念的な主体としての〈主観〉」と、「外部の価値観を排する個的な実感としての〈主観〉」が野合されているため、『青の時代』の「不統一な印象」がもたらされていると柴田は説明しながらも、その両者は西尾幹二が言うような「別個のもの」でなく、誠は「矛盾をはらんだ存在」としてあり、「内面の指向性と無関係に外界の事象に惹かれてしまう傾向」が見られるとし、それは『愛の渇き』の悦子や、『親切な機械』の猪口と同様に、〈主観的幸福〉（主観的不孝）に敏感な傷つきやすい人間だと考察している。そして柴田は、後半での誠の行動は無目的でなく、山崎という実在人物を下敷きにすることで、「時代背景に裏打ちされた動機の層を濃密に備えている」とし、野口武彦が主張するような、「距離をもって現実世界を眺め下ろす視線に、（三島の）ロマンティック・アイロニーの表出」を見る解釈 に疑問を呈しつつ、以下のように論考している。
山中剛史は、『青の時代』はアプレゲールによる「悪漢小説」でなく、主人公・誠は「金の亡者」でも、間貫一（『金色夜叉』の主人公）のような「センチメンタリズム」でもなく、そこに描かれているのは、金という紙束に何の価値すら認めていない「虚無に直面した青年の破滅譚」だとして以下のように解説している。

## おもな刊行本
- 『青の時代』（新潮社、1950年12月25日） NCID BN15751986
  - 装幀：猪熊弦一郎。紙装。灰色帯。209頁
- 文庫版『青の時代』（新潮文庫、1971年7月23日。改版1990年12月25日）
  - 解説：西尾幹二

### 全集収録
- 『三島由紀夫全集4巻（小説IV）』（新潮社、1974年1月25日）
  - 装幀：杉山寧。四六判。背革紙継ぎ装。貼函。
  - 月報：笹原金次郎「三島さんの剣道入門」。《評伝・三島由紀夫 9》佐伯彰一「二つの遺作（その8）」。《同時代評から 9》虫明亜呂無「主として『愛の渇き』をめぐって」。口絵写真撮影：柿沼和夫
  - 収録作品：「純白の夜」「愛の渇き」「青の時代」
  - ※ 同一内容で豪華限定版（装幀：杉山寧。総革装。天金。緑革貼函。段ボール夫婦外函。A5変型版。本文2色刷）が1,000部あり。
- 『決定版 三島由紀夫全集2巻 長編2』（新潮社、2001年1月10日）
  - 装幀：新潮社装幀室。装画：柄澤齊。四六判。貼函。布クロス装。丸背。箔押し2色。
  - 月報： ドナルド・キーン「三島文学の英訳」。佐伯彰一「三島さんとのつき合い」。［小説の創り方1］田中美代子「秘鑰をつかむ」
  - 収録作品：「愛の渇き」「青の時代」「夏子の冒険」「『愛の渇き』創作ノート」「『青の時代』創作ノート」